# Paix de Saint-Trond
La paix de Saint-Trond fut signée à Saint-Trond le 22 décembre 1465 après la bataille de Montenaken.
Charles comte de Charolais (futur duc de Bourgogne) y avait vaincu les troupes liégeoises qui s'opposaient à l'autorité de leur prince-évêque Louis de Bourbon, un protégé de son père Philippe le Bon.

## Contenu
Après avoir occupé la ville de Saint-Trond, Charles imposa ses conditions aux Liégeois :
- Les représentants des trois États doivent prêter serment devant les ducs de Bourgogne et se soumettre à leurs décisions.
- Le prince-évêque Louis de Bourbon est rétabli par une décision du pape Paul II.
- La Principauté de Liège devient un protectorat bourguignon.
- Les fortifications des bonnes villes liégeoises du quartier d'Entre-Sambre-et-Meuse (Thuin, Fosses-la-Ville, Couvin et Châtelet) doivent être démantelées.
- Les traités d'alliance avec la France sont abrogés.
- La principauté doit payer au duc de Bourgogne une rançon de 304 000 florins pour dommages de guerre[1].

## Les conséquences du traité
Le traité ne pacifie pas la région. Les révoltes se succèdent et culminent lors du siège de Saint-Trond et de la bataille de Brustem (28 octobre 1467). Elles se terminent avec la mise à sac et l'incendie de Liège le 29 octobre 1468. Il s'ensuit alors une époque de pénurie. L'industrie peine à se relever : les guerres ont détruit les installations de métallurgie à Liège et les ateliers de cuivre de Dinant. Les récoltes sont faibles et la population liégeoise souffre de la faim. Malgré tout, Charles exige le paiement de la rançon, ce qui accroît son impopularité dans la principauté. Dès que sa mort devant Nancy est confirmée, Marie de Bourgogne abandonne (19 mars 1477) ses droits sur la principauté de Liège au prince-évêque Louis de Bourbon, son cousin. Celui-ci rétablit peu à peu les droits et libertés de la ville et de la principauté. En 1487, son successeur Jean de Hornes confirme ce rétablissement et signe la paix de Saint-Jacques.

## Sources
- (ca) Cet article est partiellement ou en totalité issu de l’article de Wikipédia en catalan intitulé « Pau de Sint-Truiden » (voir la liste des auteurs).